# Llista de topònims d'Arnes
Llista de topònims (noms propis de lloc) del municipi d'Arnes, a la Terra Alta
Informació actualitzada per un bot. Els canvis manuals es perdran quan s'actualitzi!

## arbre singular
| imatge | Nom         | Ubicat a | instància de   | Detalls                                                                               | coordenades                                                                                 | Protecció        | Commons (més fotos) | Dades a WD                    |
| ------ | ----------- | -------- | -------------- | ------------------------------------------------------------------------------------- | ------------------------------------------------------------------------------------------- | ---------------- | ------------------- | ----------------------------- |
|        | lo Pi Ramut | Arnes    | arbre singular | Taxon: pinassa (Pinus nigra subsp. salzmannii) Ample: 15.5m Alt: 22m Perímetre: 3.15m | 40° 50′ 43″ N, 0° 17′ 08″ E / 40.84541°N,0.28547°E ca:L'Escaleta, coll de Miralles 961 msnm | arbre monumental | Lo Pi Ramut         | Modifica les dades a Wikidata |
|        | lo Pimpoll  | Arnes    | arbre singular | Taxon: pinassa (Pinus nigra subsp. salzmannii) Ample: 12.5m Alt: 31m Perímetre: 3.15m | 40° 50′ 44″ N, 0° 17′ 06″ E / 40.84564°N,0.28487°E ca:Lo Pimpoll 915 msnm                   | arbre monumental | Lo Pimpoll          | Modifica les dades a Wikidata |
|        | pi Camat    | Arnes    | arbre singular | Taxon: pinassa (Pinus nigra subsp. salzmannii) Ample: 15.2m Alt: 23m Perímetre: 3.3m  | 40° 50′ 58″ N, 0° 17′ 58″ E / 40.84949°N,0.29945°E ca:Prop de la Tossa Blanca 1055 msnm     | arbre monumental | Pi Camat            | Modifica les dades a Wikidata |

## casa
| imatge | Nom                        | Ubicat a | instància de | Detalls                                                               | coordenades                                                                        | Protecció                                  | Commons (més fotos)                | Dades a WD                    |
| ------ | -------------------------- | -------- | ------------ | --------------------------------------------------------------------- | ---------------------------------------------------------------------------------- | ------------------------------------------ | ---------------------------------- | ----------------------------- |
|        | Cal Don                    | Arnes    | casa         | Estil: arquitectura del Renaixement arquitectura barroca 17th century | 40° 54′ 37″ N, 0° 15′ 38″ E / 40.91016°N,0.26069°E ca:Pl. de la Vila 507 msnm      | bé cultural d'interès local                | Cal Don                            | Modifica les dades a Wikidata |
|        | Cal Santo                  | Arnes    | casa         | Estil: arquitectura gòtica arquitectura popular 13rd century          | 40° 54′ 37″ N, 0° 15′ 40″ E / 40.91027°N,0.26101°E 507 msnm                        | bé cultural d'interès local                | Cal Santo (Arnes)                  | Modifica les dades a Wikidata |
|        | Can Bertran                | Arnes    | casa         | Estil: arquitectura gòtica arquitectura popular 15th century          | 40° 54′ 34″ N, 0° 15′ 33″ E / 40.90933°N,0.25927°E ca:C. Bonaire, 28 504 msnm      | bé integrant del patrimoni cultural català | Can Bertran (Arnes)                | Modifica les dades a Wikidata |
|        | Can Borrull                | Arnes    | casa         | Estil: arquitectura popular 18th century                              | 40° 54′ 34″ N, 0° 15′ 35″ E / 40.90931°N,0.25962°E ca:C. Bonaire, 23 507 msnm      | bé cultural d'interès local                | Can Borrull (Arnes)                | Modifica les dades a Wikidata |
|        | Can Cuello                 | Arnes    | casa         | Estil: arquitectura popular                                           | 40° 54′ 34″ N, 0° 15′ 36″ E / 40.90956°N,0.26003°E                                 | bé integrant del patrimoni cultural català |                                    | Modifica les dades a Wikidata |
|        | Casa Balmanya              | Arnes    | casa         | Estil: arquitectura gòtica arquitectura del Renaixement 16th century  | 40° 54′ 37″ N, 0° 15′ 39″ E / 40.91036°N,0.26092°E ca:C. dels Dolors 507 msnm      | bé cultural d'interès local                | Casa Balmanya (Arnes)              | Modifica les dades a Wikidata |
|        | Casa Busquets              | Arnes    | casa         | Estil: arquitectura gòtica arquitectura popular 16th century          | 40° 54′ 36″ N, 0° 15′ 36″ E / 40.90992°N,0.25996°E ca:C. Major, 15 508 msnm        | bé cultural d'interès local                | Casa Busquets                      | Modifica les dades a Wikidata |
|        | Casa Fortunyo              | Arnes    | casa         |                                                                       | 40° 54′ 36″ N, 0° 15′ 38″ E / 40.90998°N,0.26053°E                                 | bé cultural d'interès local                |                                    | Modifica les dades a Wikidata |
|        | Casa Gabaldà               | Arnes    | casa         | Estil: arquitectura del Renaixement arquitectura popular 17th century | 40° 54′ 38″ N, 0° 15′ 38″ E / 40.91055°N,0.26047°E ca:C. dels Dolors, 3 506 msnm   | bé cultural d'interès local                | Casa Gabaldà                       | Modifica les dades a Wikidata |
|        | Casa Galan                 | Arnes    | casa         | Estil: arquitectura gòtica arquitectura del Renaixement 15th century  | 40° 54′ 35″ N, 0° 15′ 35″ E / 40.90969°N,0.2598°E ca:C. Major, 25 508 msnm         | bé cultural d'interès local                | Casa Galan                         | Modifica les dades a Wikidata |
|        | Casa Godes                 | Arnes    | casa         |                                                                       | 40° 54′ 38″ N, 0° 15′ 40″ E / 40.91049°N,0.26124°E                                 | bé cultural d'interès local                |                                    | Modifica les dades a Wikidata |
|        | Casa Gronseta              | Arnes    | casa         | 14th century 20th century                                             | 40° 54′ 34″ N, 0° 15′ 36″ E / 40.909444444444°N,0.26°E ca:C. Bonaire, 9            | bé cultural d'interès local                |                                    | Modifica les dades a Wikidata |
|        | Casa Pau                   | Arnes    | casa         | Estil: arquitectura popular                                           | 40° 54′ 36″ N, 0° 15′ 38″ E / 40.91007°N,0.26043°E                                 | bé integrant del patrimoni cultural català |                                    | Modifica les dades a Wikidata |
|        | Casa Rabanals              | Arnes    | casa         |                                                                       | 40° 54′ 35″ N, 0° 15′ 37″ E / 40.90977°N,0.26035°E                                 | bé cultural d'interès local                |                                    | Modifica les dades a Wikidata |
|        | Casa Santa Pau             | Arnes    | casa         | Estil: arquitectura gòtica arquitectura del Renaixement 16th century  | 40° 54′ 37″ N, 0° 15′ 37″ E / 40.9104°N,0.26028°E ca:C. Generalitat - c. Major     | bé cultural d'interès local                | Casa Santa Pau                     | Modifica les dades a Wikidata |
|        | Casa Sebastià              | Arnes    | casa         | Estil: arquitectura popular 17th century                              | 40° 54′ 37″ N, 0° 15′ 37″ E / 40.91028°N,0.26017°E ca:C. Major, 6 - c. Generalitat | bé integrant del patrimoni cultural català | Casa Sebastià (Arnes)              | Modifica les dades a Wikidata |
|        | Casa del Capellà           | Arnes    | casa         |                                                                       | 40° 54′ 37″ N, 0° 15′ 40″ E / 40.91023°N,0.26118°E                                 | bé cultural d'interès local                |                                    | Modifica les dades a Wikidata |
|        | casa al carrer Bonaire, 1  | Arnes    | casa         | Estil: arquitectura popular 19th century                              | 40° 54′ 35″ N, 0° 15′ 37″ E / 40.90974°N,0.26021°E ca:C. Bonaire, 1                | bé cultural d'interès local                |                                    | Modifica les dades a Wikidata |
|        | casa al carrer Bonaire, 24 | Arnes    | casa         | Estil: arquitectura popular 19th century                              | 40° 54′ 34″ N, 0° 15′ 34″ E / 40.90938°N,0.25937°E ca:C. Bonaire, 24 504 msnm      | bé cultural d'interès local                | Casa al carrer Bonaire, 24 (Arnes) | Modifica les dades a Wikidata |

## cova
| imatge | Nom               | Ubicat a | instància de | Detalls | coordenades                                                          | Protecció | Commons (més fotos) | Dades a WD                    |
| ------ | ----------------- | -------- | ------------ | ------- | -------------------------------------------------------------------- | --------- | ------------------- | ----------------------------- |
|        | cova de Miralles  | Arnes    | cova         |         | 40° 53′ 10″ N, 0° 16′ 59″ E / 40.8860431846558°N,0.282981076294419°E |           |                     | Modifica les dades a Wikidata |
|        | cova de la Gralla | Arnes    | cova         |         | 40° 51′ 09″ N, 0° 15′ 47″ E / 40.8526071448175°N,0.263091697875354°E |           |                     | Modifica les dades a Wikidata |
|        | cova de la Teula  | Arnes    | cova         |         | 40° 50′ 46″ N, 0° 15′ 59″ E / 40.8460820498434°N,0.266337444475086°E |           |                     | Modifica les dades a Wikidata |
|        | cova del Gafou    | Arnes    | cova         |         | 40° 52′ 06″ N, 0° 17′ 08″ E / 40.8682630978437°N,0.285642467913279°E |           |                     | Modifica les dades a Wikidata |
|        | cova del Moro     | Arnes    | cova         |         | 40° 52′ 45″ N, 0° 16′ 43″ E / 40.8790613850899°N,0.278721815725907°E |           |                     | Modifica les dades a Wikidata |
|        | coves del Santo   | Arnes    | cova         |         | 40° 54′ 02″ N, 0° 16′ 27″ E / 40.9004723757115°N,0.274211413965335°E |           |                     | Modifica les dades a Wikidata |
|        | la Foradada       | Arnes    | cova         |         | 40° 49′ 48″ N, 0° 16′ 27″ E / 40.8299205235273°N,0.27419958397582°E  |           |                     | Modifica les dades a Wikidata |

## església
| imatge | Nom                                    | Ubicat a | instància de     | Detalls                                                                                   | coordenades                                                          | Protecció                                  | Commons (més fotos)           | Dades a WD                    |
| ------ | -------------------------------------- | -------- | ---------------- | ----------------------------------------------------------------------------------------- | -------------------------------------------------------------------- | ------------------------------------------ | ----------------------------- | ----------------------------- |
|        | Santa Madrona                          | Arnes    | església ermita  | Estil: arquitectura gòtica Anomenat per: Madrona de Tessalònica                           | 40° 54′ 38″ N, 0° 15′ 08″ E / 40.9105°N,0.25214°E                    | bé cultural d'interès local                | Santa Madrona d'Arnes         | Modifica les dades a Wikidata |
|        | capella de l'Hospital                  | Arnes    | església capella | Estil: arquitectura gòtica arquitectura del Renaixement arquitectura popular 16th century | 40° 54′ 35″ N, 0° 15′ 37″ E / 40.90967°N,0.26036°E ca:C. Sant Roc, 3 | bé cultural d'interès local                | Capella de l'Hospital (Arnes) | Modifica les dades a Wikidata |
|        | capella del Calvari                    | Arnes    | església         | 19th century                                                                              | 40° 54′ 19″ N, 0° 15′ 39″ E / 40.90517°N,0.2609°E ca:El Calvari      | bé integrant del patrimoni cultural català | Capella del Calvari (Arnes)   | Modifica les dades a Wikidata |
|        | església parroquial de Santa Magdalena | Arnes    | església         |                                                                                           | 40° 54′ 36″ N, 0° 15′ 40″ E / 40.91003°N,0.26104°E                   | bé cultural d'interès local                | Santa Magdalena d'Arnes       | Modifica les dades a Wikidata |

## font
| imatge | Nom             | Ubicat a | instància de | Detalls | coordenades                                                          | Protecció | Commons (més fotos) | Dades a WD                    |
| ------ | --------------- | -------- | ------------ | ------- | -------------------------------------------------------------------- | --------- | ------------------- | ----------------------------- |
|        | font de Borrell | Arnes    | font         |         | 40° 54′ 30″ N, 0° 17′ 13″ E / 40.9084669418752°N,0.287037135080491°E |           |                     | Modifica les dades a Wikidata |
|        | font de Rubiola | Arnes    | font         |         | 40° 54′ 52″ N, 0° 16′ 57″ E / 40.9144657417033°N,0.282458043136449°E |           |                     | Modifica les dades a Wikidata |
|        | font de l'Atge  | Arnes    | font         |         | 40° 50′ 59″ N, 0° 17′ 39″ E / 40.849726074136°N,0.29419241761439°E   |           |                     | Modifica les dades a Wikidata |
|        | font del Claret | Arnes    | font         |         | 40° 54′ 07″ N, 0° 16′ 10″ E / 40.9018343701447°N,0.269347761731523°E |           |                     | Modifica les dades a Wikidata |

## masia
| imatge | Nom                     | Ubicat a | instància de | Detalls                     | coordenades                                                                    | Protecció                                  | Commons (més fotos)    | Dades a WD                    |
| ------ | ----------------------- | -------- | ------------ | --------------------------- | ------------------------------------------------------------------------------ | ------------------------------------------ | ---------------------- | ----------------------------- |
|        | Lo Mas Nou de Santa Pau | Arnes    | masia        | Estil: arquitectura popular | 40° 54′ 40″ N, 0° 17′ 30″ E / 40.91101°N,0.29177°E                             | bé integrant del patrimoni cultural català |                        | Modifica les dades a Wikidata |
|        | Mas Coniller            | Arnes    | masia        |                             | 40° 51′ 19″ N, 0° 16′ 02″ E / 40.8552531646941°N,0.267182048155874°E           |                                            |                        | Modifica les dades a Wikidata |
|        | Mas d'Aubanell          | Arnes    | masia        |                             | 40° 54′ 15″ N, 0° 16′ 42″ E / 40.9040384263278°N,0.27837415873717°E            |                                            |                        | Modifica les dades a Wikidata |
|        | Mas de Fortunyo         | Arnes    | masia        | Estil: arquitectura popular | 40° 54′ 57″ N, 0° 15′ 20″ E / 40.91579°N,0.25544°E                             | bé integrant del patrimoni cultural català |                        | Modifica les dades a Wikidata |
|        | Mas de Mussolet         | Arnes    | masia        |                             | 40° 50′ 43″ N, 0° 15′ 36″ E / 40.8453109491948°N,0.260035529376361°E           |                                            |                        | Modifica les dades a Wikidata |
|        | Mas de Navarro          | Arnes    | masia        |                             | 40° 54′ 55″ N, 0° 16′ 45″ E / 40.9151868093514°N,0.279044615145665°E           |                                            | Mas de Navarro (Arnes) | Modifica les dades a Wikidata |
|        | Mas de l'Arriero        | Arnes    | masia        |                             | 40° 50′ 59″ N, 0° 15′ 27″ E / 40.849757731389°N,0.25742073745353°E             |                                            |                        | Modifica les dades a Wikidata |
|        | Mas de la Creu          | Arnes    | masia        |                             | 40° 52′ 36″ N, 0° 15′ 49″ E / 40.8767025429257°N,0.263546496704395°E           |                                            |                        | Modifica les dades a Wikidata |
|        | Mas de les Valls        | Arnes    | masia        |                             | 40° 51′ 50″ N, 0° 16′ 34″ E / 40.8638136145408°N,0.276095748723082°E           |                                            |                        | Modifica les dades a Wikidata |
|        | Mas del Torrero         | Arnes    | masia        |                             | 40° 50′ 11″ N, 0° 17′ 34″ E / 40.8363657437139°N,0.292767738111404°E 1171 msnm |                                            | Mas del Torrero        | Modifica les dades a Wikidata |
|        | Maset de Benito         | Arnes    | masia        |                             | 40° 53′ 23″ N, 0° 15′ 59″ E / 40.889602568078°N,0.26645660163517°E             |                                            |                        | Modifica les dades a Wikidata |
|        | Maset de Xereta         | Arnes    | masia        |                             | 40° 53′ 03″ N, 0° 16′ 04″ E / 40.88423184735°N,0.26786452661305°E              |                                            |                        | Modifica les dades a Wikidata |
|        | Maset de Xertó          | Arnes    | masia        |                             | 40° 53′ 08″ N, 0° 14′ 34″ E / 40.885438510404°N,0.2428925403624°E              |                                            |                        | Modifica les dades a Wikidata |
|        | Maset del Tamboner      | Arnes    | masia        |                             | 40° 51′ 23″ N, 0° 15′ 10″ E / 40.8562690407825°N,0.252703394710343°E           |                                            |                        | Modifica les dades a Wikidata |

## muntanya
| imatge | Nom                     | Ubicat a                 | instància de | Detalls | coordenades                                                          | Protecció | Commons (més fotos)     | Dades a WD                    |
| ------ | ----------------------- | ------------------------ | ------------ | ------- | -------------------------------------------------------------------- | --------- | ----------------------- | ----------------------------- |
|        | Lo Puntalet             | Arnes                    | muntanya     |         | 40° 52′ 11″ N, 0° 16′ 09″ E / 40.86966667°N,0.26908333°E 833.9 msnm  |           |                         | Modifica les dades a Wikidata |
|        | Mola de la Paridora     | Arnes                    | muntanya     |         | 40° 49′ 25″ N, 0° 17′ 42″ E / 40.82363889°N,0.29488889°E 1195.3 msnm |           |                         | Modifica les dades a Wikidata |
|        | Moles del Don           | Arnes                    | muntanya     |         | 40° 53′ 27″ N, 0° 17′ 42″ E / 40.89097222°N,0.29509444°E 672 msnm    |           |                         | Modifica les dades a Wikidata |
|        | Moles dels Viarnets     | Arnes Horta de Sant Joan | muntanya     |         | 40° 54′ 11″ N, 0° 18′ 02″ E / 40.903165°N,0.30064°E 751 msnm         |           | Moles dels Viarnets     | Modifica les dades a Wikidata |
|        | Moleta del Molló        | Arnes                    | muntanya     |         | 40° 51′ 36″ N, 0° 15′ 35″ E / 40.86°N,0.259694°E 896 msnm            |           |                         | Modifica les dades a Wikidata |
|        | Morral Roig             | Arnes                    | muntanya     |         | 40° 51′ 10″ N, 0° 16′ 54″ E / 40.8527°N,0.281667°E 936.2 msnm        |           |                         | Modifica les dades a Wikidata |
|        | Punta de l'Espardenyer  | Arnes                    | muntanya     |         | 40° 52′ 42″ N, 0° 17′ 15″ E / 40.8784°N,0.287539°E 727.8 msnm        |           |                         | Modifica les dades a Wikidata |
|        | Punta de l'Àliga        | Arnes                    | muntanya     |         | 40° 51′ 51″ N, 0° 16′ 10″ E / 40.8641°N,0.269333°E 753.5 msnm        |           |                         | Modifica les dades a Wikidata |
|        | Punta de la Clapissa    | Arnes                    | muntanya     |         | 40° 50′ 45″ N, 0° 16′ 20″ E / 40.8457°N,0.272333°E 1026 msnm         |           |                         | Modifica les dades a Wikidata |
|        | Punta del Safrà         | Arnes Horta de Sant Joan | muntanya     |         | 40° 51′ 20″ N, 0° 17′ 29″ E / 40.8556°N,0.291278°E 913 msnm          |           | Punta del Safrà         | Modifica les dades a Wikidata |
|        | Roca Dreta de les Valls | Arnes                    | muntanya     |         | 40° 52′ 10″ N, 0° 16′ 26″ E / 40.8695°N,0.27388889°E 862.7 msnm      |           |                         | Modifica les dades a Wikidata |
|        | Roques del Duc          | Arnes                    | muntanya     |         | 40° 53′ 43″ N, 0° 17′ 24″ E / 40.89534167°N,0.29008611°E 672.7 msnm  |           | Roques del Duc          | Modifica les dades a Wikidata |
|        | la Falconera            | Arnes Horta de Sant Joan | muntanya     |         | 40° 52′ 58″ N, 0° 17′ 39″ E / 40.8828°N,0.294222°E 797.9 msnm        |           |                         | Modifica les dades a Wikidata |
|        | la Miranda de Terranyes | Arnes                    | muntanya     |         | 40° 50′ 06″ N, 0° 16′ 49″ E / 40.835005°N,0.280338°E 1193 msnm       |           | La Miranda de Terranyes | Modifica les dades a Wikidata |
|        | lo Blau                 | Arnes                    | muntanya     |         | 40° 52′ 15″ N, 0° 15′ 58″ E / 40.870771°N,0.266146°E 841 msnm        |           |                         | Modifica les dades a Wikidata |

## passatge
| imatge | Nom                    | Ubicat a | instància de | Detalls                                                      | coordenades                                                                                    | Protecció                   | Commons (més fotos)    | Dades a WD                    |
| ------ | ---------------------- | -------- | ------------ | ------------------------------------------------------------ | ---------------------------------------------------------------------------------------------- | --------------------------- | ---------------------- | ----------------------------- |
|        | Cobert de Miquelet     | Arnes    | passatge     | Estil: arquitectura gòtica arquitectura popular 15th century | 40° 54′ 39″ N, 0° 15′ 37″ E / 40.91077°N,0.26025°E ca:C. dels Dolors - 11 de Setembre 501 msnm | bé cultural d'interès local | Cobert de Miquelet     | Modifica les dades a Wikidata |
|        | Cobert de la Sardinera | Arnes    | passatge     | Estil: arquitectura gòtica arquitectura popular 15th century | 40° 54′ 39″ N, 0° 15′ 38″ E / 40.91072°N,0.26052°E ca:C. Dolors - pl. Catalunya 505 msnm       | bé cultural d'interès local | Cobert de la Sardinera | Modifica les dades a Wikidata |
|        | Cobert del Portalet    | Arnes    | passatge     | Estil: arquitectura popular 18th century                     | 40° 54′ 38″ N, 0° 15′ 36″ E / 40.91045°N,0.26004°E ca:C. Generalitat 504 msnm                  | bé cultural d'interès local | Cobert del Portalet    | Modifica les dades a Wikidata |

## pont
| imatge | Nom                  | Ubicat a | instància de | Detalls | coordenades                                                          | Protecció | Commons (més fotos) | Dades a WD                    |
| ------ | -------------------- | -------- | ------------ | ------- | -------------------------------------------------------------------- | --------- | ------------------- | ----------------------------- |
|        | Pont d'Horta         | Arnes    | pont         |         | 40° 55′ 22″ N, 0° 16′ 37″ E / 40.9227111256653°N,0.276907129019594°E |           |                     | Modifica les dades a Wikidata |
|        | Pontet de Cantavella | Arnes    | pont         |         | 40° 53′ 57″ N, 0° 17′ 37″ E / 40.899111141107°N,0.293651666889917°E  |           |                     | Modifica les dades a Wikidata |
|        | la Palanca           | Arnes    | pont         |         | 40° 54′ 43″ N, 0° 15′ 11″ E / 40.912058651692°N,0.2531124360435°E    |           |                     | Modifica les dades a Wikidata |

## serra
| imatge | Nom            | Ubicat a                 | instància de | Detalls | coordenades                                                   | Protecció | Commons (més fotos) | Dades a WD                    |
| ------ | -------------- | ------------------------ | ------------ | ------- | ------------------------------------------------------------- | --------- | ------------------- | ----------------------------- |
|        | La Ballestera  | Arnes                    | serra        |         | 40° 52′ 11″ N, 0° 16′ 41″ E / 40.8697°N,0.278139°E 833.9 msnm |           |                     | Modifica les dades a Wikidata |
|        | La Gronsa      | Arnes Horta de Sant Joan | serra        |         | 40° 54′ 10″ N, 0° 18′ 28″ E / 40.9027°N,0.30775°E 799.3 msnm  |           |                     | Modifica les dades a Wikidata |
|        | serra del Moro | Arnes                    | serra        |         | 40° 54′ 35″ N, 0° 16′ 20″ E / 40.9097°N,0.272333°E 516.6 msnm |           |                     | Modifica les dades a Wikidata |

## Misc
| imatge | Nom                     | Ubicat a                                                                                                 | instància de                                   | Detalls                                                 | coordenades                                                                                       | Protecció                                            | Commons (més fotos)    | Dades a WD                    |
| ------ | ----------------------- | --- | ---------------------------------------------- | ------------------------------------------------------- | ------------------------------------------------------------------------------------------------- | ---------------------------------------------------- | ---------------------- | ----------------------------- |
|        | Ajuntament d'Arnes      | Arnes | casa consistorial                              | Estil: Renaixement                                      | 40° 54′ 35″ N, 0° 15′ 39″ E / 40.90986°N,0.26072°E                                                | bé cultural d'interès local                          | Ajuntament d'Arnes     | Modifica les dades a Wikidata |
|        | Algars                  | província de Saragossa província de Terol Terra Alta Catalunya                                           | curs d'aigua lloc d'importància comunitària    | Desemboca: Matarranya Llarg: 50km                       | 41° 12′ 44″ N, 0° 15′ 48″ E / 41.21221°N,0.26326°E 41° 00′ 29″ N, 0° 17′ 06″ E / 41.008°N,0.285°E |                                                      | Algars River           | Modifica les dades a Wikidata |
|        | Antiga Presó            | Arnes | edifici                                        | 14th century                                            | 40° 54′ 35″ N, 0° 15′ 34″ E / 40.90967°N,0.25944°E ca:C. Major, 34 511 msnm                       | bé cultural d'interès local                          | Antiga Presó (Arnes)   | Modifica les dades a Wikidata |
|        | Arnes                   | Arnes | entitat singular de població capital municipal | 463 hab                                                 | 40° 54′ 38″ N, 0° 15′ 40″ E / 40.91046°N,0.26105°E 505 msnm                                       |                                                      |                        | Modifica les dades a Wikidata |
|        | Castell d'Arnes         | Arnes | castell                                        |                                                         | 40° 54′ 34″ N, 0° 15′ 33″ E / 40.909354°N,0.259075°E 502 msnm                                     | bé d'interès cultural bé cultural d'interès nacional |                        | Modifica les dades a Wikidata |
|        | Nucli històric d'Arnes  | Arnes | centre històric                                | Estil: arquitectura gòtica arquitectura del Renaixement | 40° 54′ 39″ N, 0° 15′ 40″ E / 40.910807°N,0.261078°E 508 msnm                                     | bé d'interès cultural bé cultural d'interès nacional | Nucli històric d'Arnes | Modifica les dades a Wikidata |
|        | Parc natural dels Ports | Arnes Horta de Sant Joan Prat de Comte Alfara de Carles Paüls Roquetes Tortosa Mas de Barberans la Sénia | parc natural àrea protegida parc natural       | 2001 Superfície: 35050 35404.4537ha                     | 40° 48′ 28″ N, 0° 19′ 07″ E / 40.80783056°N,0.31860278°E                                          |                                                      | Els Ports Natural Park | Modifica les dades a Wikidata |
|        | Portal del Sastre       | Arnes | porta de ciutat                                | Estil: arquitectura popular                             | 40° 54′ 33″ N, 0° 15′ 33″ E / 40.90926°N,0.25927°E                                                | bé cultural d'interès local                          | Portal del Sastre      | Modifica les dades a Wikidata |
|        | Pou de la neu           | Arnes | pou de neu                                     | Estil: arquitectura popular                             | 40° 54′ 42″ N, 0° 15′ 24″ E / 40.91166°N,0.25664°E                                                | bé cultural d'interès local                          |                        | Modifica les dades a Wikidata |
|        | Refugi del Molí         | Arnes | molí Ús: trull                                 | Estil: arquitectura popular                             | 40° 54′ 33″ N, 0° 15′ 30″ E / 40.90912°N,0.25821°E                                                | bé integrant del patrimoni cultural català           |                        | Modifica les dades a Wikidata |
|        | coll de la Ferrera      | Arnes Horta de Sant Joan                                                                                 | collada                                        |                                                         | 40° 52′ 08″ N, 0° 17′ 11″ E / 40.8688°N,0.286333°E 825.5 msnm                                     |                                                      |                        | Modifica les dades a Wikidata |
|        | creu del Calvari        | Arnes | creu de terme                                  |                                                         | 40° 54′ 25″ N, 0° 15′ 48″ E / 40.90707546477675°N,0.2632113170358534°E                            |                                                      |                        | Modifica les dades a Wikidata |